# Histoire de l'équitation
L′histoire de l'équitation débute à l'époque de la domestication du cheval, et se poursuit jusqu'à l'époque actuelle. 
Elle connaît trois importantes transformations avec la généralisation des cavaleries militaires vers environ mille ans avant notre ère, l’élaboration de la selle à arçons qui permet une pratique plus aisée, et enfin son passage du domaine militaire et utilitaire au domaine civil, l'équitation étant désormais pratiquée comme un sport et un loisir.

## Contexte
L'histoire de l’équitation est, d'après Denis Bogros, longtemps restée ignorée, voire méprisée, seule la pratique étant jugée utile. La plupart de ses principes sont inventés durant les deux millénaires qui vont de l'époque de Xénophon à la Renaissance, à l'aide d'outils visant à mieux contrôler le cheval. Le rôle de l'équitation est essentiellement utilitaire (se déplacer) ou guerrier jusqu'au XXe siècle. D'après Goodwin et al., la principale motivation au développement de l'équitation est l'avantage militaire ; la chasse est une autre source de motivation.
La généralisation de la cavalerie mille ans avant notre ère, l’élaboration de la selle à arçon mille ans plus tard, et enfin le passage de l'équitation du domaine militaire et utilitaire au domaine civil, aux sports et aux loisirs (au XXe siècle) en sont d'après l'ethnologue Jean-Pierre Digard les trois transformations les plus significatives. Bogros insiste sur l'héritage des peuples cavaliers orientaux, en particulier Arabo-Musulmans et Mongols. Durant leurs invasions successives, ils apportent avec eux le cheval oriental, et leur style de monte. Les Mongols influencent durablement l'équitation slave, notamment celle des cosaques.

### Néolithique et âge du bronze
Les plus anciennes preuves d'équitation ont été retrouvées chez la culture Yamna, dans des tombes datées du Néolithique, situées sur le territoire des actuelles Bulgarie, Hongrie et Roumanie,. Les squelettes humains retrouvés dans ces tombes présentent en effet des déformations typiques d'une pratique équestre régulière ; ces squelettes ont été datés entre - 3 021 et - 2 501. D'après le professeur d'anthropologie David W. Anthony, les premiers cavaliers venus des steppes eurasiatiques à l'âge du bronze ont une influence significative dans l'histoire de l'humanité, en diffusant la langue proto-indo-européenne et en permettant l'essor du commerce sur de vastes étendues.
Les sites archéologique de la culture de Sredny Stog ont longtemps été considérés comme ceux des plus anciens cavaliers, avant que de nouvelles recherches n'y infirment l'usage du mors. Les squelette de chevaux de la culture de Botaï et de Kozhaï présentent des traces de pathologies des dents et de la machoire typiques de l'usage d'un mors.

### Antiquité
L'équitation gagne vraisemblablement en importance dans les steppes eurasiennes pour favoriser le pastoralisme, et donc la conduite de troupeaux d'ovins et de bovins. L'utilisation du char précède l'équitation dans le domaine militaire. Des raids militaires de tribus montées à cheval ont pu commencer avant cette époque, mais l'organisation de corps de cavalerie ne remonte pas avant le Ier millénaire av. J.-C..
La mythologie grecque comporte une référence claire à l'équitation, lorsque la déesse Athéna remet un mors en or au héros Bellérophon afin de lui permettre de dompter le cheval ailé Pégase. La plus ancienne représentation connue d'un cavalier est le bas-relief d'un homme vraisemblablement militaire, portant un javelot et un bouclier, en Crète, daté du IIe millénaire av. J.-C.. Sans selle et surtout sans étriers, il est difficile de tenir à dos de cheval, ce qui ne permet que des déplacements et l'escarmouche. L'Europe occidentale abandonne progressivement le char au cours du IIIe siècle, au profit de l'équitation dont les avantages sont de plus en plus reconnus.

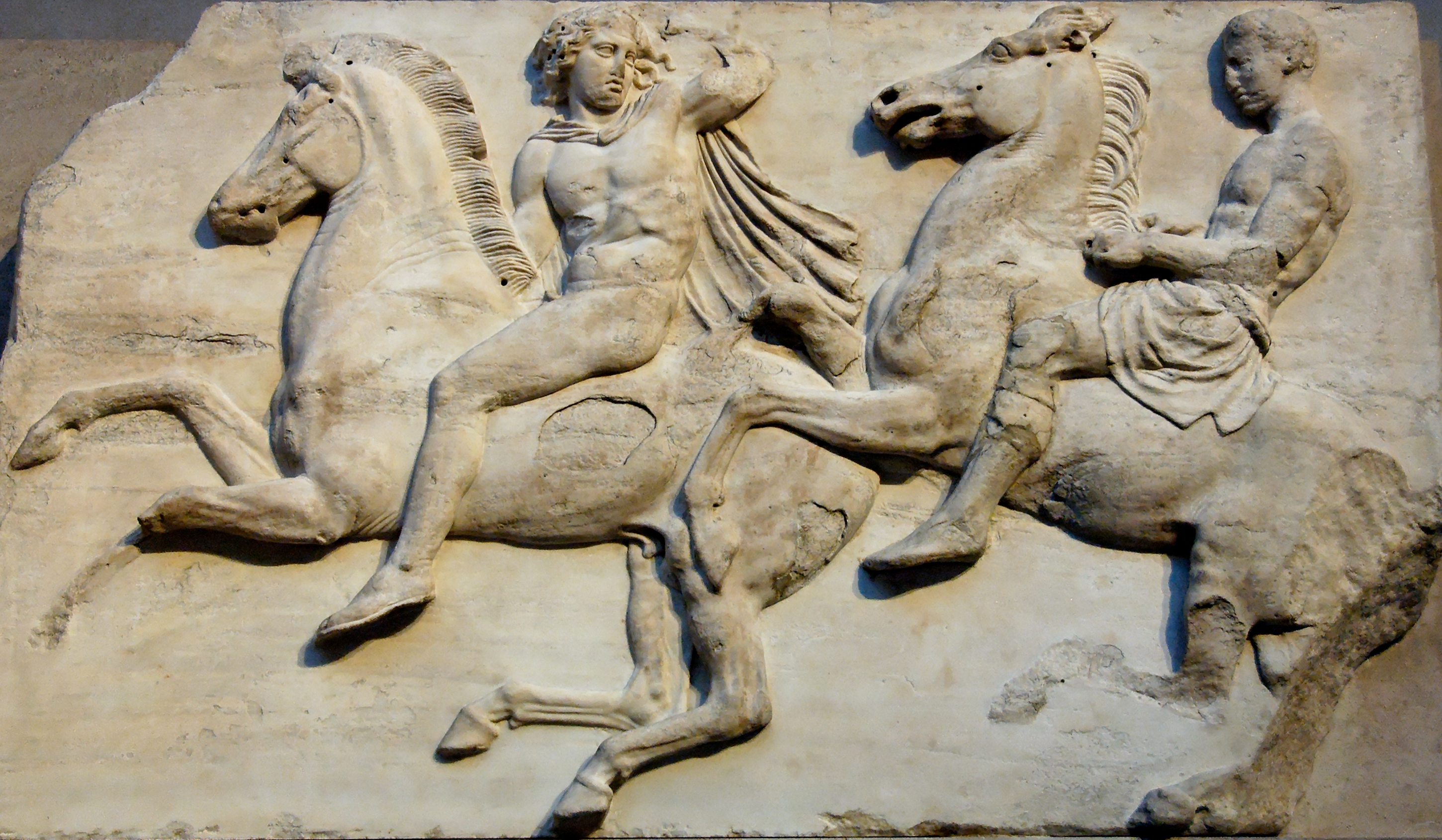
Cavaliers grecs, frise ionique du Parthénon d'Athènes du IVe siècle av. J.-C.
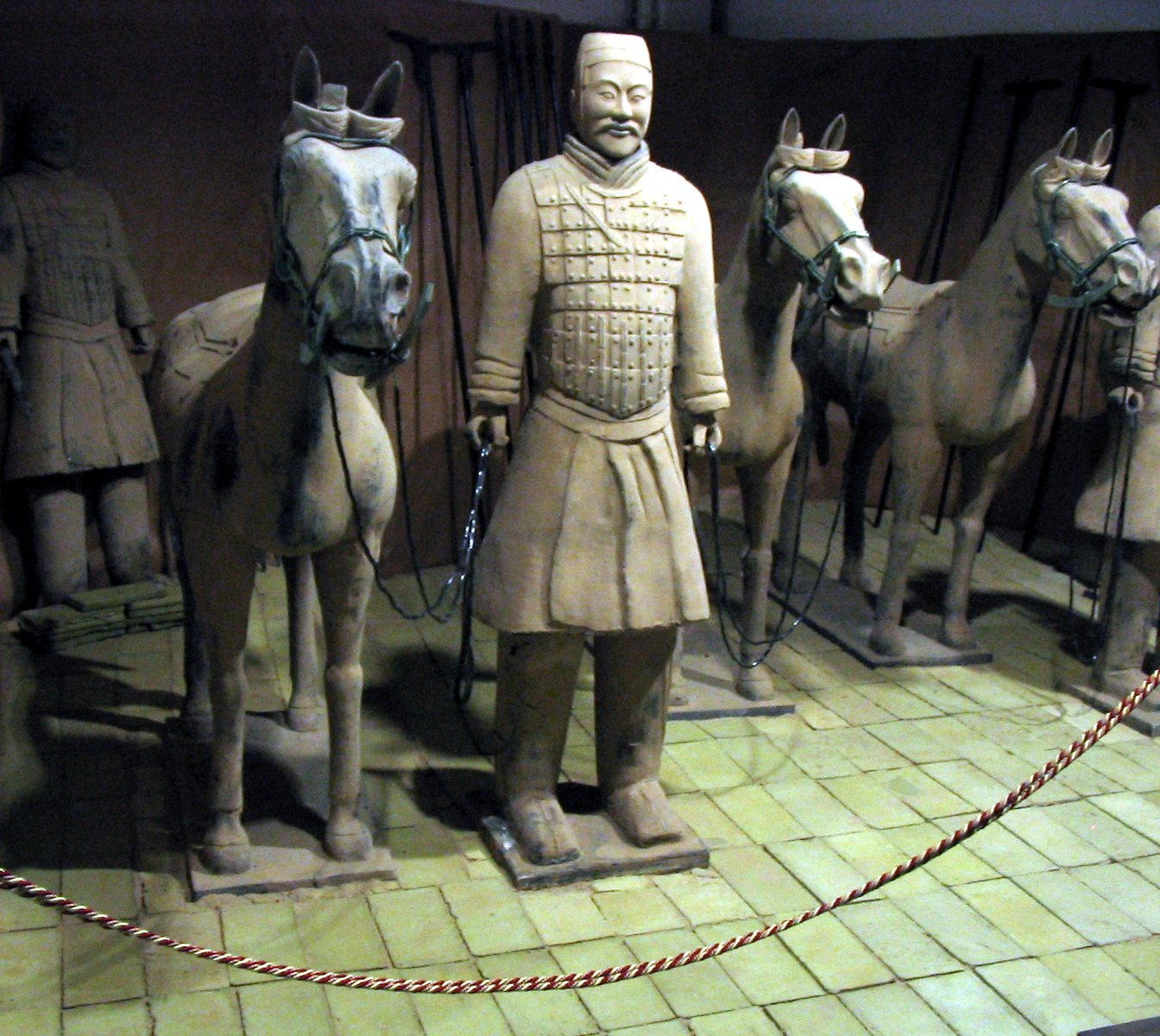
Cavalier chinois et sa monture, armée de terre cuite du mausolée de l'empereur Qin, IIIe siècle av. J.-C.

Contrairement à une idée reçue, les Numides ne semblent pas avoir maîtrisé le combat à cheval, du moins au IIIe siècle av. J.-C.. Les cavaliers romains d'Afrique du Nord de cette époque connaissent par contre le bridon. 
Le cheval commence à être utilisé comme monture en Chine vers le IVe siècle, et se généralise peu avant l'unification impériale (221), via l'usage d'une selle plate avec sangle ; cependant son élevage est « délocalisé » en périphérie du monde chinois, entraînant un retard par comparaison aux techniques équestres développées dans le Proche-Orient. Une selle à double arçon est développée à l'époque des Trois royaumes ; elle est aussi d'usage en Corée à la même époque.

#### Apport des Scythes

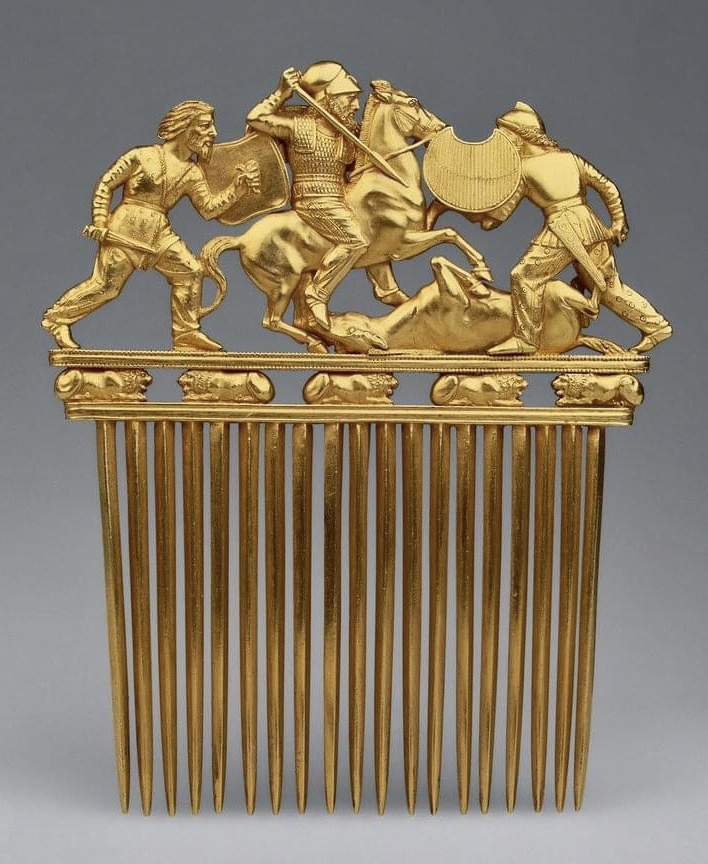
Guerrier scythe, représenté sur un peigne scythe en or du, kourgane de Solokha.

L'apport des Scythes, peuple cavalier indo-européen des grandes steppes eurasiennes dans l'Antiquité, est déterminant. Leurs conquêtes de très vastes territoires eurasiens à dos de cheval contraignent les peuples sédentaires à les affronter également à dos de cheval, ou à engager des Scythes comme cavaliers mercenaires,. Les peuples sédentaires, tels que les Assyriens, les Grecs et les Perses, puis les Chinois, tous en contact régulier avec les Scythes, codifient l'équitation en tant que technique et lèguent parfois des écrits, tandis que les peuples cavaliers font rarement connaître leur savoir.

#### Archers à cheval
L'une des premières représentations d'archer à cheval est un cavalier d'Assurbanipal du VIIe siècle av. J.-C., à Ninive (avec vêtements et bonnet scythiques), faisant suite à l'invasion des Scythes au Proche-Orient. La tenue à cheval s'améliore. Ces cavaliers se risquent désormais à la chasse et à la guerre, aidés pour cela par l'invention du mors à barrettes et l'utilisation de rênes alourdies, qui permettent d'employer l'arc tout en empêchant la monture de prendre une allure trop rapide. L'archer à cheval devient l'unité militaire par excellence dans les steppes, et inspire la crainte des siècles durant. Les Scythes maîtrisent l'élevage et la guerre équestre, et résistent à Darius Ier. Les Romains, pourtant réputés pour la qualité de leur armée, n'osent pas attaquer ces peuples cavaliers des steppes. La perfection de l'équitation sans étriers est atteinte par les Parthes, héritiers des Scythes, qui comme ces derniers sont capables de se retourner sur le dos de leur monture au galop et de décocher une flèche dans cette position (c'est le célèbre tir parthe) qui inspire l'expression « la flèche du Parthe », du nom des Parni
Ces techniques sont également transmises aux Sassanides, successeurs des Parthes.

#### Cataphractaires
Après avoir développé la première cavalerie montée légère, les Scythes élèvent dans un second temps des chevaux plus forts qui permettent de développer les premières cavaleries lourdes aristocratiques, les cataphractaires, entièrement en armure. Ils sont les ancêtres des chevaliers de l'époque féodale européenne. Les cataphractaires sont rapidement adoptés dans l'Antiquité par les Perses, puis deviennent essentiels pour les Parthes et les Sassanides, mais aussi les Chinois.

#### Technologies d'équitation antiques
Les Celtes sont parfois crédités de l'invention du mors de bride. La selle à arçon rigide, qui fournit une surface d'appui pour protéger le dos du cheval du poids du cavalier, permet de répartir celui-ci. Les Romains auraient inventé la selle solide en bois dès le Ier siècle av. J.-C., son usage se généralise au IIe siècle. Les progrès de l'équitation antique, très lents, visent à améliorer la tenue de l'homme sur le dos de l'animal, et à maîtriser sa vitesse et sa direction, d'où l'invention du mors et de la selle à étriers, qui couvre toute l'Antiquité. Les Sassanides, dont la technique, les connaissances équestres et l'assiette en selle sont les meilleures parmi les peuples antiques, transmettent leurs connaissances aux Arabes, ce qui a ensuite une influence déterminante sur l'équitation médiévale.
Contrairement à l'idée reçue, les Numides ne semblent pas avoir maîtrisé le combat à cheval, du moins au IIIe siècle av. J.-C. Au IIIe siècle, les cavaliers romains d'Afrique du Nord connaissent par contre le bridon. En Germanie, région forestière, les « peuples barbares » montent des chevaux trop petits pour la guerre et ne s'en servent qu'en transport. Jules César fournit des chevaux de combat aux mercenaires germains qu'il engage contre Vercingétorix.
L'invention de l'étrier reste controversée ; Lynn Townsend White, jr estime que l'idée originelle provient de l'Inde et que les Chinois les ont ensuite réellement inventés ; l'anthropologue Didier Gazagnadou propose qu'il s'agisse d'une invention turco-mongole reprise par les Chinois au moins à partir du IVe siècle, avant d'être adoptée par les Sassanides, puis par les Arabes au VIIe siècle av. J.-C., et enfin diffusée vers l'Europe par les Avars.

#### Traités d'équitation

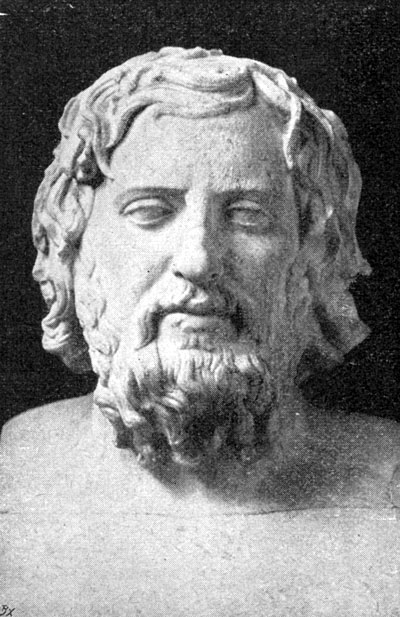
Xenophon, auteur du plus célèbre des traités d'équitation antiques, au

Le Hittite Kikkuli écrit vers 1490 av. J.-C. L'art de soigner et d'entraîner les chevaux, considéré comme « le plus ancien traité du monde sur l'entrainement des chevaux », mais qui concerne essentiellement l'entrainement du cheval de char,. La rédaction, apparemment ésotérique, apporte cependant peu d'éléments extravagants.
Simon d'Athènes (vers 424 avant J.C.), hipparque grec, écrit le premier traité d'équitation connu dont seul un fragment subsiste, découvert en 1853 à Cambridge. Xénophon, qui le tenait en haute estime, le cite à plusieurs reprises. Au Ve siècle av. J.-C., Xénophon écrit deux ouvrages traitant de l'équitation et de l'art du maître de cavalerie. Ses principes sont clairs et précis et presque tous demeurent admis. Tout indique que l'équitation pratiquée par Xénophon répondait aux mêmes principes et aux mêmes exigences que l'équitation académique classique. Son traité « contient les principes de toute équitation supérieure », même si l'équitation indienne du IIe siècle av. J.-C. n'a rien à lui envier. Il marque une profonde connaissance du cheval, de son utilisation, et une conception de son dressage dans laquelle entrent finesse et psychologie. Il prépare le cheval à la guerre et à la parade tout en cherchant à préserver sa liberté et son naturel, en fondant les rapports entre l'homme et le cheval plus sur la confiance que sur la contrainte.

« […] l’équitation est presque toute un plaisir. On souhaite quelquefois d’avoir des ailes : il n’est rien qui s’en rapproche davantage chez les hommes. »

— Xénophon, Le Commandant de cavalerie

#### Empire romain
À l'origine, la cavalerie légère représentait que 10 pour cent environ de l'effectif des armées romaines et ne servait qu'aux missions de reconnaissance, à la poursuite et à tenir les ailes lors de l'affrontement, les cavaliers mettant par ailleurs souvent pied-à terre pour se battre. Ce sont les ennemis de Rome qui lui apprirent que l'armée montée pouvait l'emporter. Ainsi, Hannibal est vainqueur à Cannes grâce à un mouvement de la cavalerie gauloise et espagnole. Les guerres puniques lui font découvrir la valeur des cavaliers numides, la conquête de l'Espagne, celle des ibériques, la guerre des Gaules, de la cavalerie gauloise, les guerres orientales, des scythes.
Rome engagea dans ses rangs les cavaliers qui lui faisaient défaut. Au premier siècle de l'Empire, les cavaliers gaulois étaient de loin les meilleurs. Ce peuple était connu pour son amour immodéré des chevaux. Les Ibères introduisirent l'usage du mors de bride, aussi appelé alors frein, les chevaux portant le nom de frenati.
Les grandes invasions marquent le début de la suprématie de l'armée montée lors des conflits occidentaux. Les peuples cavaliers qui se lancent à l'assaut de l'occident doivent particulièrement leur succès à leur très grande mobilité qui leur permet des attaques en profondeur en contournant les obstacles et les résistances. L'Empire en enrôla certains dans ses légions pour se défendre contre d'autres peuples plus agressifs.

### Moyen Âge

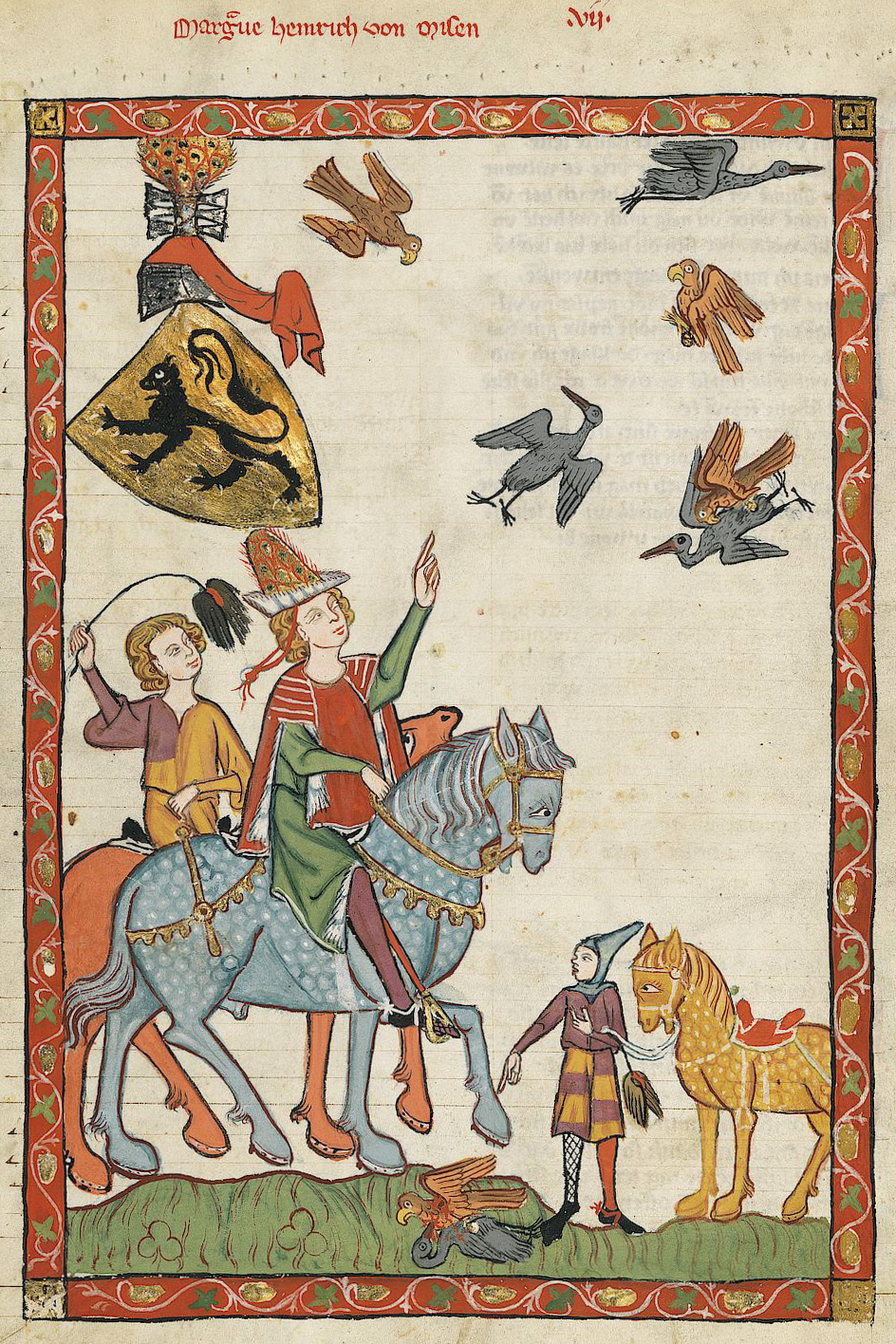
Fauconnerie à cheval au Moyen Âge. Les montures semblent être des palefrois de type genêt d’Espagne. Codex Manesse.

La principale fonction de l'équitation médiévale est militaire, les animaux sont distingués par l'usage qui en est fait. Si le destrier, cheval de guerre, est le plus connu mais aussi l'un des plus rares et coûteux, le cheval d'équitation est plutôt un palefroi, populaire auprès des nobles et des chevaliers de haut rang pour la chasse et les cérémonies. L’amble est une allure recherchée, permettant de couvrir rapidement de longues distances dans un confort relatif. La haquenée est une jument d'équitation d'allure douce, allant l'amble, que montent les dames.
Les chevaux de selle sont utilisés par une grande variété de gens. La chasse, entre autres la chasse au faucon qui est documentée par des sources iconographiques, forme l'une de ses principales utilisations, mais les aristocrates qui en possèdent organisent aussi des courses, des tournois et des manœuvres de cavalerie afin d'étaler leurs richesses et de montrer leur puissance.

#### Technologies d'équitation médiévales

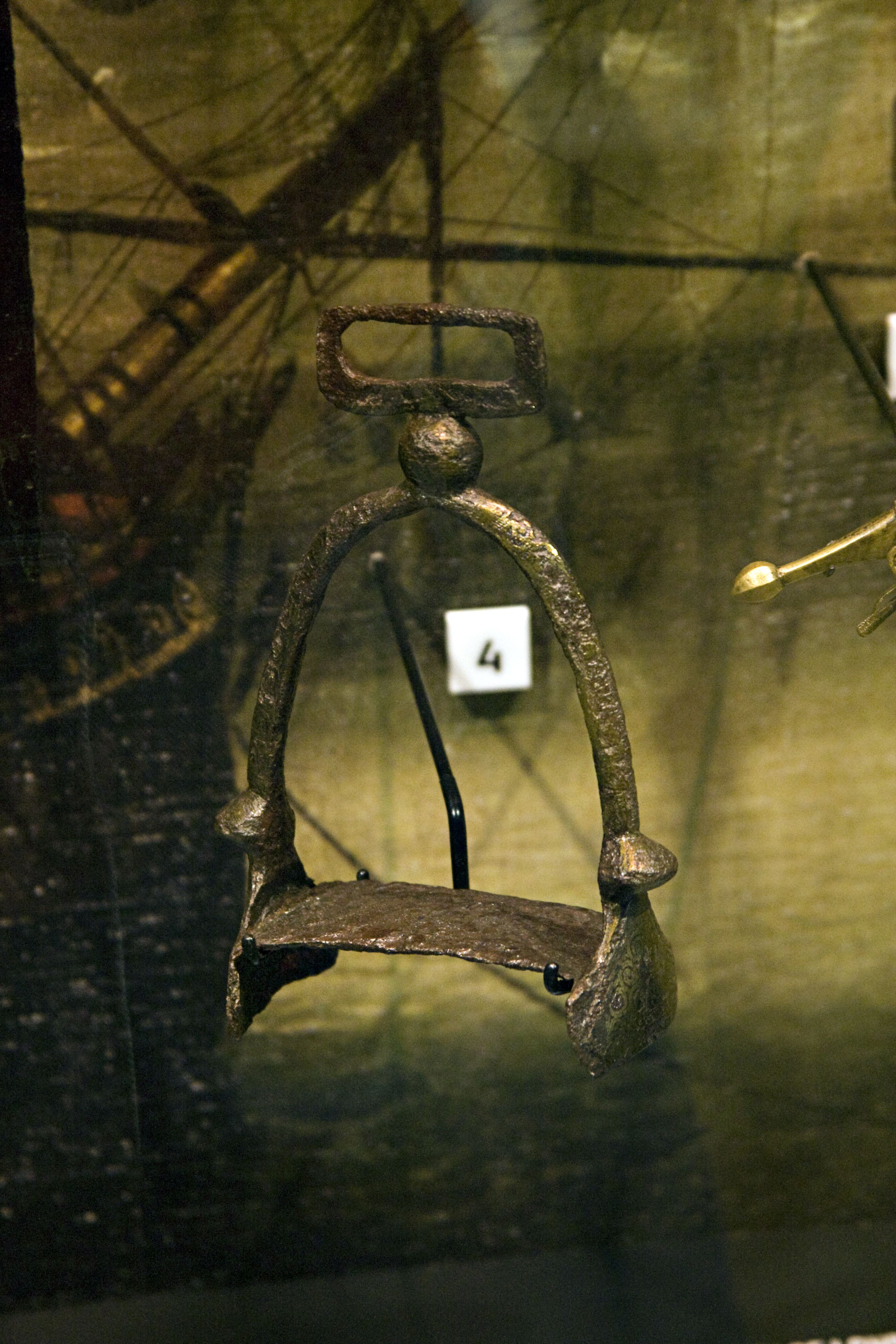
Étrier du Xe siècle, probablement un modèle utilisé par les Vikings.

Le développement des technologies équestres est fondamental, il comprend l’arrivée de l’étrier et de la selle semi-rigide en Europe de l'Ouest à partir d'emprunts aux peuples cavaliers « barbares ».
Le fer à cheval se généralise en Occident. D'origine non-européenne, il apparaît vers 500 ou 600, et limite l'usure des pieds, ce qui permet à la fois de monter son cheval plus longtemps, et de parcourir une plus grande variété de terrains. Les peuples gaulois auraient été les premiers à ferrer du métal sur les pieds de chevaux, mais le plus ancien document écrit à ce sujet date de 910[réf. nécessaire]. Ses premières utilisations remontent peut-être à la fin du IXe siècle.
D’autres preuves archéologiques suggèrent une utilisation en Sibérie aux IXe et Xe siècles, propagés à Byzance peu après, puis à toute l’Europe au XIe.
Les selles occidentales du haut Moyen Âge, utilisées sans étriers, ressemblent à la romaine « à quatre cornes ». Le développement de l'arçon rigide généralisé au XIIe siècle chez les Occidentaux est capital. Outre la sécurisation du cavalier, il réduit la pression exercée par unité de surface sur le dos du cheval, augmente considérablement le confort de l'animal, prolonge son utilisation, et lui permet de porter un poids plus important. Le haut troussequin travaillé dans la selle de bois rigide permet au cavalier d'utiliser une lance beaucoup plus efficacement.
La selle rigide autorise une utilisation plus efficace de l'étrier. Développé en Chine, il est largement utilisé dans ce pays en 477 de l’ère chrétienne. Au VIIe siècle, principalement en raison des invasions venues d'Asie centrale, comme celle des Avars, les étriers arrivent en Europe. Les cavaliers européens les adoptent vraisemblablement au cours du VIIIe siècle. Leur adoption est lente. Les étriers fournissent plus d'équilibre et de soutien en selle. Une hypothèse controversée, connue sous le nom grande controverse de l'étrier, fait valoir que les avantages guerriers découlant de son utilisation conduisent à la naissance du féodalisme lui-même. D'autres chercheurs contestent cette affirmation. Sous la selle, le caparaçon ou le tapis de selle sont parfois utilisés.
Une grande variété de systèmes est mise au point pour contrôler les chevaux, principalement la bride et des mors variés, la plupart ressemblent au mors de filet et au mors de bride encore d'usage courant de nos jours, mais décorés à un plus haut degré. Le mors de bride est connu depuis la période classique, mais n'est pas utilisé pendant le Moyen Âge, jusqu'au milieu du XIVe siècle. Les éperons se révèlent très cruels, et consistent surtout en une longue tige pointue. Vers le milieu du XIVe siècle, les éperons à molette, tige au bout de laquelle est fixée une roulette dentelée et acérée, font leur apparition. En tournant sur son axe, la roulette crantée entre superficiellement dans la peau du cheval.

### Renaissance

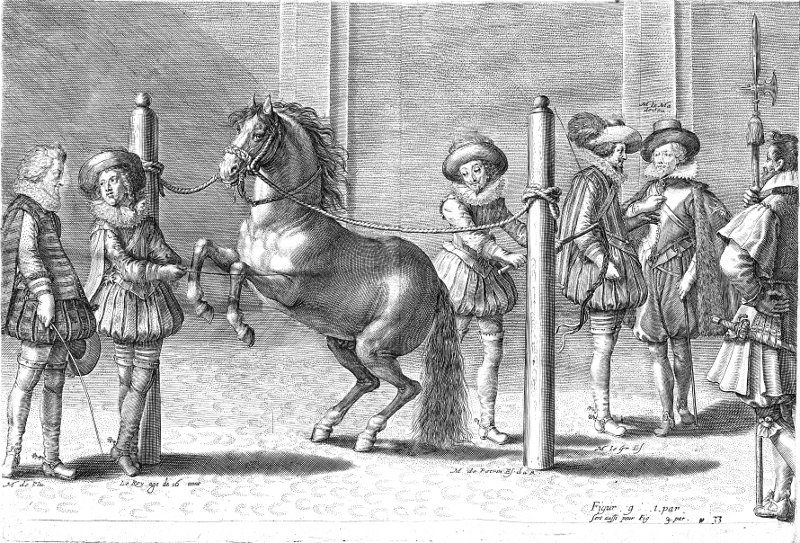
Courbette dans les piliers (L'instruction du roi en l'exercice de monter à cheval d'Antoine de Pluvinel - ed. 1625)

La fin de la cavalerie lourde entraîne une nouvelle sélection des chevaux de guerre, les animaux sont recherchés plus légers et maniables. Le dressage classique se développe énormément sous l'impulsion des écuyers italiens, qui créent les premières académies pour obtenir des chevaux plus légers, maniables, permettant de sortir de la mêlée des combats. L’Italie accueille les principales académies d'équitation de la Renaissance, aux XVe et XVIe siècles, et intègre l'équitation à l'éducation courtisane. L’Italie devient « le modèle de ce qui peut construire le bel homme de cheval », de plus, sa position au croisement de l'influence occidentale et orientale permet la découverte de nouveaux modèles de chevaux. Federico Grisone relance l'Académie de Naples en 1532. Il écrit le traité d'équitation Ordini di cavalcare en 1550. Cesare Fiaschi fonde sa propre académie en 1534. Gianbatista Pignatelli forme, dans l'académie créée par Grisone, les deux écuyers français Salomon de La Broue et Antoine de Pluvinel, précurseurs de l'école d'équitation française.
La famille impériale des Habsbourg fonde en 1580 un nouveau haras dans la localité slovène de Lipica, et en 1572, le premier hall de l'école espagnole (Spanische Reitschule) de Vienne est construit.
En Amérique, les premiers colons espagnols réintroduisent le cheval Barbe et andalou dans les deux continents américains. L'espèce y a disparu depuis plus de huit millénaires. En 1519, Les conquistadores de Hernán Cortés amènent avec eux onze chevaux et six juments. Le fait que les Amérindiens n'aient jamais vu ces bêtes les aide à remporter de nombreuses batailles.

### Temps modernes
Alors que l'apport culturel Italien a été déterminant durant la Renaissance, l'équitation britannique gagne en réputation lorsque les Anglais « inventent » le fleuron de l'élevage hippique mondial, le Pur-sang, et la « monte à l'anglaise » qui devient la monte cavalière de loisir par excellence.

### Depuis leXXesiècle

#### De l'usage militaire à l'usage civil

Désormais, la majorité des pratiquants de l'équitation sont des femmes, y compris en compétition.

La fin de l'utilisation industrielle et militaire du cheval provoque un nouveau grand changement. L’équitation, jusqu'alors majoritairement militaire et masculine (d'où l'expression « homme de cheval »), bascule vers l'usage civil. En France, le cheptel, qui comptait trois millions de chevaux peu avant la Seconde Guerre mondiale, tombe à un dixième de ce nombre, soit 300 000 têtes, au milieu des années 1980. Le nombre de chevaux de selle baisse de plus de moitié mais représente une part de plus en plus considérable de l’effectif total, du fait de la quasi-disparition du cheval de trait : 17 % en 1935, ils représentent 91 % du cheptel total en 1995.
En 25 ans, l'armée cesse tout recours au cheval. Les centres équestres se développent à destination des particuliers. Le cheval de selle devient un animal de loisir. Le nombre de cavaliers connaît une progression spectaculaire en France, passant de 30 000 après la Seconde Guerre mondiale à 620 000 en 2001. Les pratiquants d'équitation ne sont plus les mêmes, officiers et aristocrates laissent la place à une majorité de femmes (plus de 70 %), de jeunes et de citadins, le plus souvent issus de la classe moyenne,.

#### Changements culturels

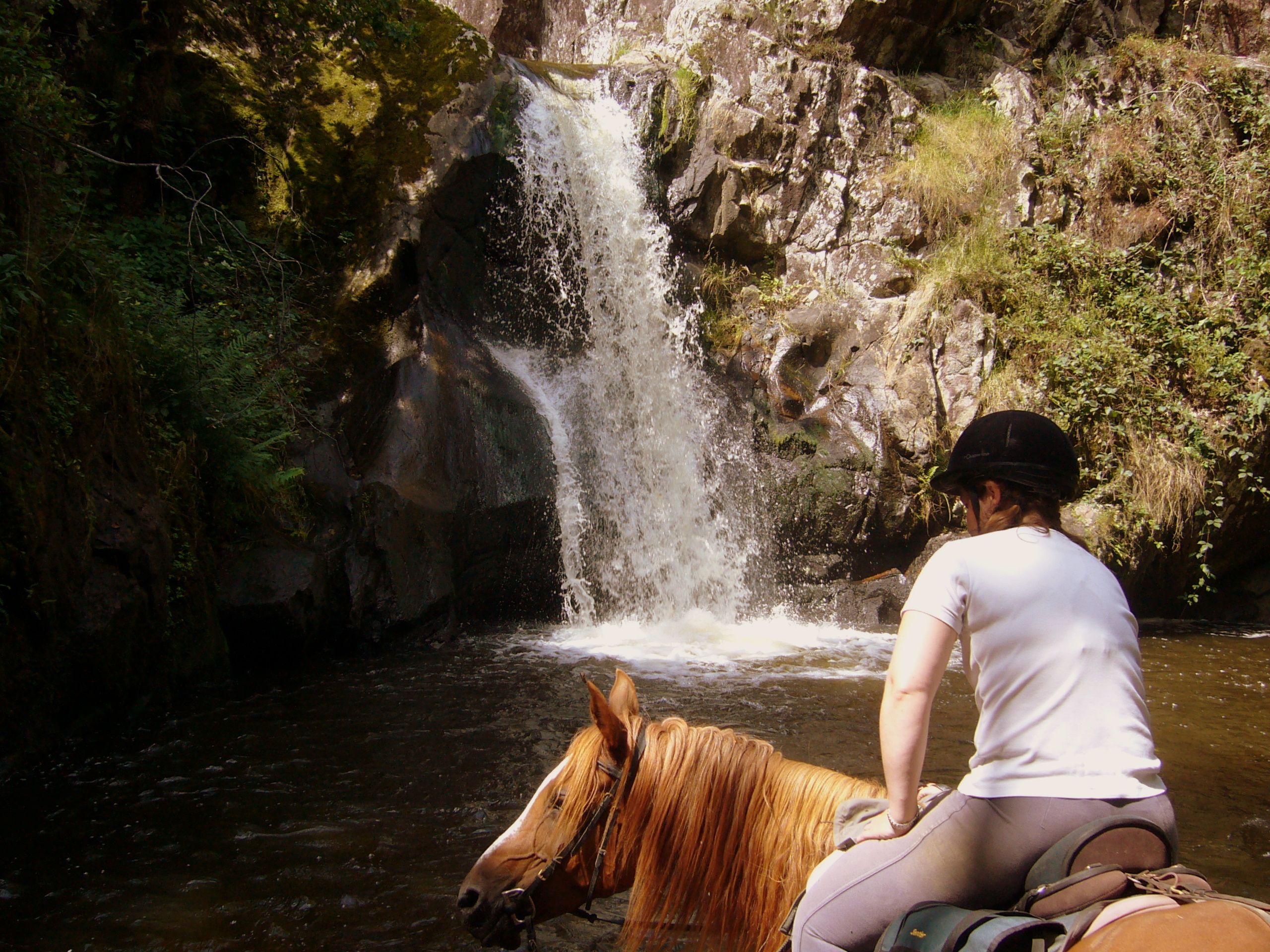
L'équitation est passée de discipline militaire à sport et loisir, dans lequel domine désormais la recherche du contact avec la nature.

Aux trois disciplines équestres issues de la tradition militaire que sont le dressage, le saut d’obstacles et le concours complet, qui restent les trois disciplines olympiques officielles, s'en ajoutent de nouvelles comme l'endurance, le horse-ball, les pony games, l'équitation western et d'autres pratiques exotiques comme la doma vaquera espagnole : l'équitation du début du XXIe siècle emprunte ainsi à une foule de cultures. Un autre changement majeur est l'explosion des loisirs tels que la randonnée. La plupart des cavaliers sont à la recherche, au travers du cheval, d'une équitation tournée vers la sociabilité, le contact avec la nature, la détente et le plaisir. La perception de l'animal lui-même change : d'auxiliaire de travail, le cheval devient intermédiaire entre l'animal de rente et l'animal de compagnie. En Amérique du Nord et en Europe occidentale, il est le troisième animal favori après le chien et le chat. La plupart des nouveaux pratiquants d'équitation prodiguent des soins attentifs aux chevaux, et s'opposent à des habitudes qu'ils pensent dangereuses ou douloureuses pour l'animal. Le développement de l'équitation éthologique laisse à supposer que la suppression de la selle et du mors pourrait bientôt être demandée.
Le cheval de selle est de moins en moins utilisé pour l'équitation, un nombre croissant de cavaliers, en particulier les femmes, préférant un simple contact avec l'animal.